# Makréch
Makréch (en bulgare Макреш) est un village situé dans le nord-ouest de la Bulgarie.

## Géographie
Le village de Makréch est situé à l'extrémité nord-ouest de la Bulgarie, à 190 km au nord-nord-ouest de Sofia.
Le village est le chef-lieu de la commune de Makréch, qui fait partie de la région de Vidin.